# Império Afexárida
Império Afexárida (em persa: افشاریان) foi um Estado do planalto Iraniano fundado por turcomanos, mais especificamente os afexares oriundos do Coração, que dominou a Pérsia durante o século XVIII. Foi fundado em 1736 pelo comandante militar Nader Xá, que depôs o xá do Império Safávida e se proclamou xá. Fez Mexede sua capital e empreendeu várias campanhas no Irã Ocidental, Afeganistão, Índia e Ásia Central, causando rápida expansão territorial. Após sua morte em 1747, houve rápida sucessão entre Adil Xá (r. 1747–1748) e Ibraim Xá (r. 1748), com o trono então recaindo sobre Xaruque Xá (r. 1748–1796). Em seu reinado, a maior parte do império foi dividida entre os Impérios Zande e Durrani, e o império ficou confinado no Coração até sua deposição por Maomé Cã Cajar em 1796.

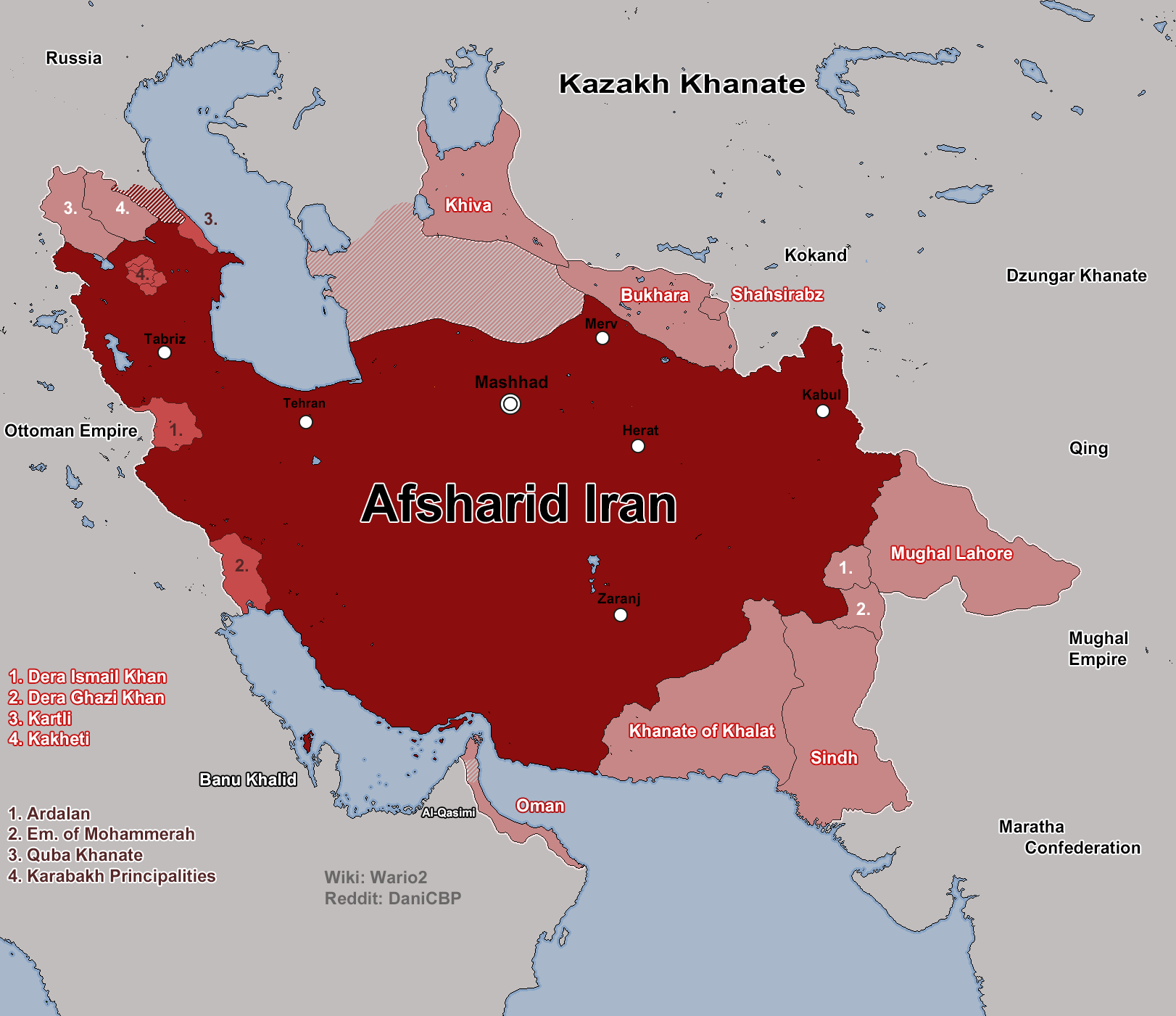
Afsharid Iran at its greatest extent in 1741 under Nader Shah.

## História

### Fundação da dinastia
Nader Xá nasceu (como Nader Coli) em uma humilde família semi-nômade dos afexares do Coração, onde se tornou um guerreiro local. Seu caminho para o poder começou quando o Guilzai Mazandarão derrubou o xá safávida enfraquecido e desintegrado Sultão Huceine em 1722. Ao mesmo tempo, forças otomanas e russas apreenderam terras iranianas. A Rússia tomou parte dos territórios caucasianos do Irã no norte do Cáucaso e da Transcaucásia, bem como no norte do Irã continental, pela Guerra Russo-Persa, enquanto os otomanos vizinhos invadiram a oeste. Pelo Tratado de Constantinopla de 1724, eles concordaram em dividir as áreas conquistadas entre si.
Do outro lado do teatro, Nader uniu forças com o filho de Sultão Huceine, Tamaspe II e liderou a resistência contra os afegãos Guilzai, expulsando facilmente seu líder Axerafe Cã da capital em 1729 e estabelecendo Tamaspe no trono. Nader lutou para recuperar as terras perdidas para os otomanos e russos e restaurar a hegemonia iraniana no Irã. Enquanto ele estava no leste lutando contra os Guilzais, Tamaspe permitiu que os otomanos retomassem território no oeste. Nader, descontente, tinha Tamaspe deposto em favor de seu filho Abas III em 1732. Quatro anos depois, depois de recuperar a maioria das terras persas perdidas, Nader sentiu-se confiante o suficiente para proclamar xá por direito próprio em uma cerimônia na planície de Mugã.
Nader subsequentemente fez os russos cederem aos territórios tomados em 1722-1723 através do Tratado de Resht de 1732 e do Tratado de Ganja de 1735. De volta ao controle dos territórios integrais do norte, e com uma nova aliança russo-iraniana contra o inimigo otomano comum, ele continuou a Guerra Otomano-Persa. Os exércitos otomanos foram expulsos do oeste do Irã e do resto do Cáucaso, e o Tratado de Constantinopla de 1736 resultante forçou os otomanos a confirmar a soberania iraniana sobre o Cáucaso e reconheceu Nader como o novo xá iraniano (rei).

### Conquistas de Nader Xá e o problema da sucessão

#### Queda da dinastia Hotaqui
Tamaspe e o líder Cajar Fate Ali Cã (o ancestral de Maomé Cã Cajar) contataram Nader e pediram que se juntasse à causa deles e expulsasse os afegãos Guilzai do Coração. Concordou e se tornou uma figura de importância nacional. Quando Nader descobriu que Fate Ali Cã estava correspondendo a Maleque Mamude e revelou isso ao xá, Tamaspe o executou e fez de Nader o chefe de seu exército. Nader posteriormente assumiu o título Tamaspe Coli (Servo de Tamaspe). No final de 1726, Nader recuperou Mexede.
Nader escolheu não marchar diretamente para Ispaã. Primeiro, em maio de 1729, derrotou os afegãos Abdali perto de Herate. Muitos afegãos do Abdali posteriormente se juntaram ao seu exército. O novo xá dos afegãos de Guilzai, Axerafe, decidiu se mudar contra Nader, mas em setembro de 1729, Nader o derrotou na Batalha de Dangã e novamente decisivamente em novembro em Murchacorte, banindo os afegãos do solo persa para sempre. Axerafe fugiu e Nader finalmente entrou em Isfahan, entregando-o ao Tamaspe em dezembro e saqueando a cidade para pagar seu exército. Tamaspe tornou Nader governador de muitas províncias do leste, incluindo Coração, sua terra natal, e casou-o com sua irmã. Nader perseguiu e derrotou Axerafe, que foi assassinado por seus próprios seguidores. Em 1738, Nader Xá sitiou e destruiu o último assento do poder de Hotaqui, em Candaar. Ele construiu uma nova cidade nas proximidades, que ele chamou de "Naderabade".

### Primeira campanha otomana e a recuperação do Cáucaso
Na primavera de 1735, Nader atacou o arquivamento da Pérsia, os otomanos, e recuperou a maior parte do território perdido durante o recente caos. Ao mesmo tempo, os afegãos Abdali se rebelaram e sitiaram Mexede, forçando Nader a suspender sua campanha e salvar seu irmão, Ebrahim. Nader levou catorze meses para esmagar esse levante.

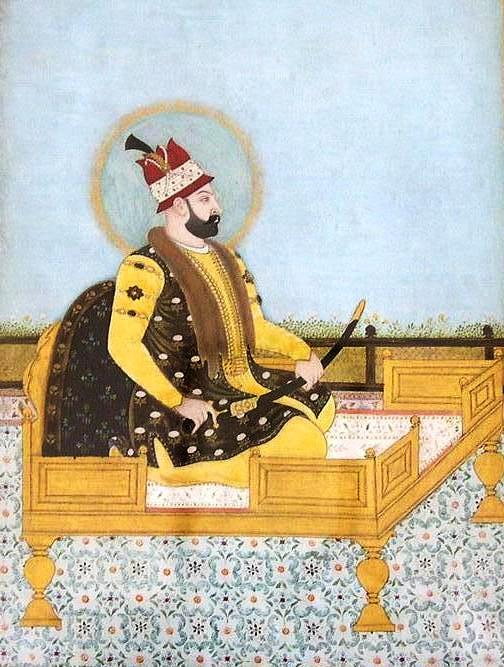
Pintura de Nader Xá

As relações entre Nader e o xá declinaram, pois este ficou alarmado com os sucessos militares de seu general. Enquanto Nader estava ausente no leste, Tamaspe tentou se afirmar lançando uma campanha para recuperar Erevã. Ele acabou perdendo todos os ganhos recentes de Nader para os otomanos e assinou um tratado cedendo a Geórgia e a Armênia em troca de Tabriz. Nader, furioso, viu que havia chegado o momento de depor Tamaspe. Denunciou o tratado, buscando apoio popular para uma guerra contra os otomanos. Em Ispaã, Nader embebedou Tamaspe e depois o mostrou aos cortesãos perguntando se um homem em tal estado estava apto a governar. Em 1732, forçou Tamaspe a abdicar em favor do filho bebê do xá, Abas III, a quem Nader se tornou regente.
Nader decidiu, enquanto continuava a Guerra de 1730–35, que poderia reconquistar o território na Armênia e na Geórgia, conquistando a Otomano Bagdá e depois oferecendo-a em troca das províncias perdidas, mas seu plano ficou muito errado quando seu exército foi derrotado. o general otomano Topal Osman Pasha perto da cidade em 1733. Nader decidiu que precisava recuperar a iniciativa o mais rápido possível para salvar sua posição, porque as revoltas já estavam estourando na Pérsia. Ele enfrentou Topal novamente com uma força maior e o derrotou e o matou. Ele então sitiou Bagdá, bem como Ganja nas províncias do norte, ganhando uma aliança russa contra os otomanos. Nader obteve uma vitória decisiva sobre uma força otomana superior em Yeghevard (atual Armênia) e, no verão de 1735, a Armênia Persa e a Geórgia estavam sob seu domínio novamente. Em março de 1735, ele assinou um tratado com os russos em Ganja, pelo qual estes concordaram em retirar todas as suas tropas do território persa, aquelas que ainda não haviam sido cedidas pelo Tratado de Resht de 1732, principalmente sobre Derbent, Baku, Tarki e as terras vizinhas, resultando no restabelecimento do domínio iraniano sobre todo o Cáucaso e o norte do Irã continental novamente.

#### Nader se torna rei
Nader sugeriu a seus íntimos mais próximos, depois de um grupo de caça na planície de Mugã (atualmente dividido entre a República do Azerbaijão e o Irã), que ele deveria ser proclamado o novo rei (xá) no lugar do jovem Abas III. O pequeno grupo de amigos íntimos, amigos de Nader, incluía Tamaspe Cã Jalair e Haçane Ali Begue Bestami. Seguindo a sugestão de Nader, o grupo não "reclamou" e Haçane Ali permaneceu em silêncio. Quando Nader perguntou a ele por que ele permaneceu calado, Haçane Ali respondeu que o melhor curso de ação para Nader seria reunir todos os líderes do estado, a fim de receber seu acordo em "um documento assinado e selado de consentimento". Nader aprovou a proposta e os escritores da chancelaria, que incluíam a historiadora da corte Mirza Mádi Cã Astarabadi, foram instruídos a enviar ordens aos militares, religiosos e nobres da nação para convocar nas planícies. As convocações para as pessoas presentes haviam saído em novembro de 1735 e começaram a chegar em janeiro de 1736. No mesmo mês de janeiro de 1736, Nader realizou um curiltai (uma grande reunião na tradição de Gêngis Cã e Tamerlão) nas planícies de Mugã. A planície de Mugã foi escolhida especificamente por seu tamanho e "abundância de forragem". Todos concordaram com a proposta de Nader se tornar o novo rei, muitos - se não a maioria - entusiasmados, o resto temendo a raiva de Nader se mostrassem apoio aos safávidas depostos. Nader foi coroado xá do Irã em 8 de março de 1736, uma data escolhida por seus astrólogos como especialmente propícia na presença de uma "assembléia excepcionalmente grande" composta pelos militares, religiosos e nobres da nação, bem como o embaixador otomano Ali Pasha.

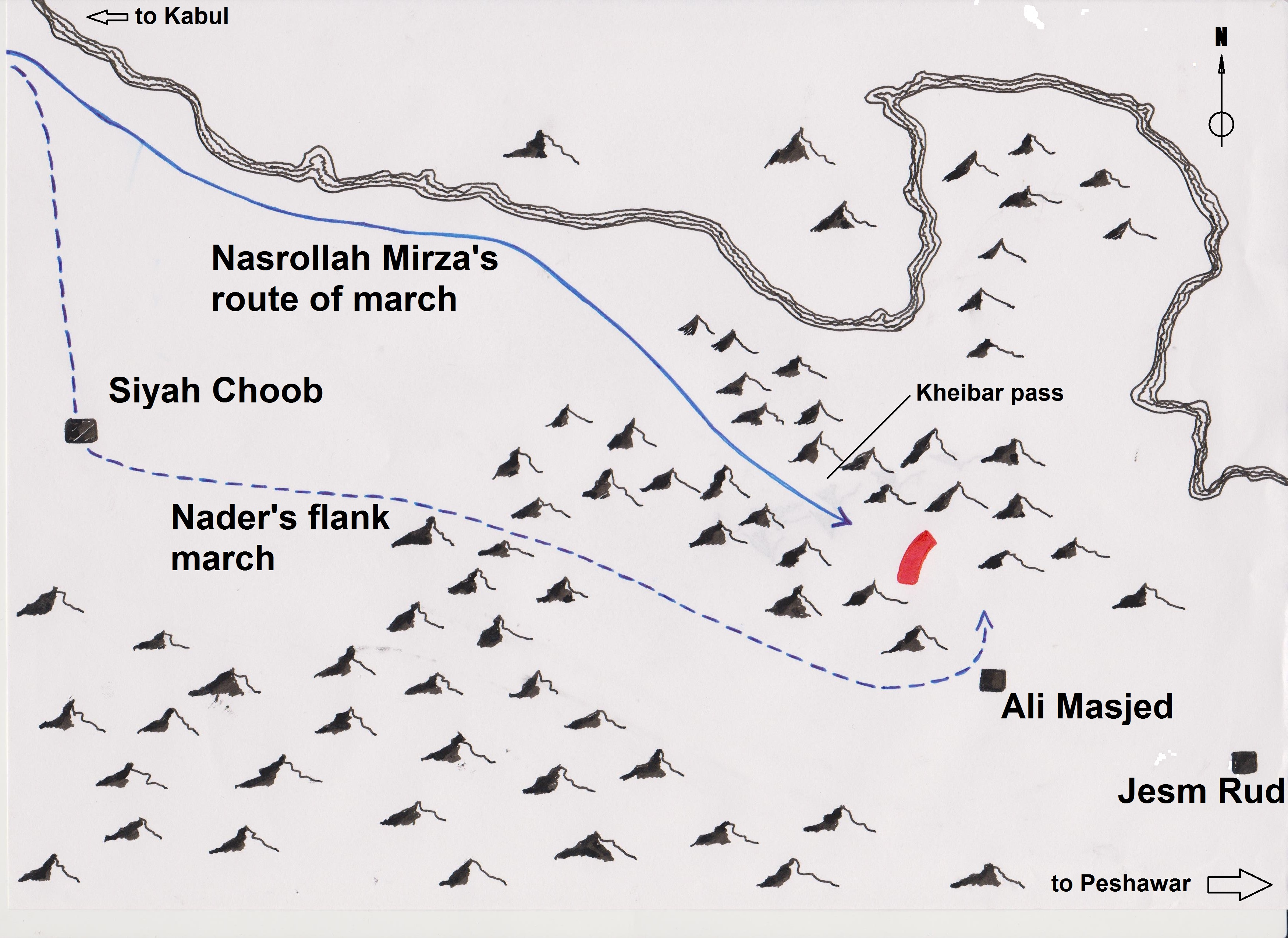
A marcha no flanco do exército de Nader na passagem da Batalha de Khyber foi chamada de "obra-prima militar" pelo general e historiador russo Kursinski

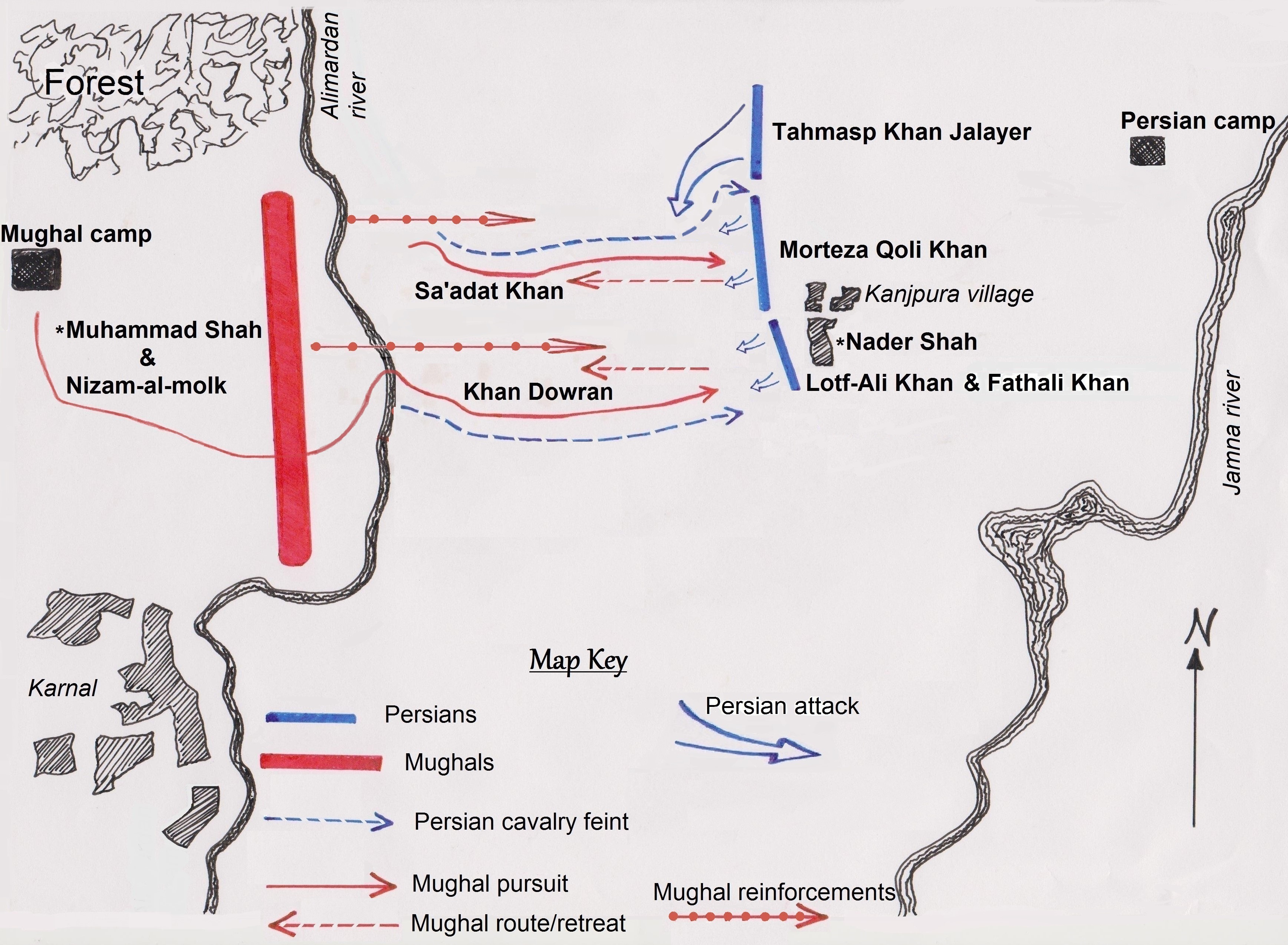
Na Batalha de Karnal, Nader esmagou um enorme exército mogol seis vezes maior que o seu

Em 1738, Nader Xá conquistou Candaar, o último posto avançado do Império Hotaqui e estabeleceu Naderabade. Seus pensamentos agora se voltavam para o Império Mogol, com sede em Delhi. Este outrora poderoso estado muçulmano a leste estava desmoronando à medida que os nobres se tornavam cada vez mais desobedientes e os Maratas Hindus do Império Marata faziam incursões em seu território a partir do sudoeste. Seu governante Maomé Xá era impotente para reverter essa desintegração. Nader pediu que os rebeldes afegãos fossem entregues, mas o imperador mogol recusou.
Quando Nader se mudou para os territórios mogóis, foi acompanhado por seu leal georgiano e futuro rei do leste da Geórgia, Erekle II, que liderou um contingente georgiano como comandante militar como parte da força de Nader. Após a derrota das forças mogóis, avançou mais profundamente na Índia, atravessando o rio Indo antes do final do ano. As notícias dos sucessos decisivos e rápidos do exército persa contra os estados vassalos do norte do Império Mogol causaram muita consternação em Déli, levando o governante mogol, Maomé Xá, a convocar uma força avassaladora de cerca de 300 000 homens e marchar com esse host maciço ao norte em direção ao Exército persa.
Nader Xá esmagou o exército mogol em menos de três horas na grande Batalha de Karnal, em 13 de fevereiro de 1739. Após essa vitória decisiva, Nader capturou Maomé Xá e entrou com ele em Déli. Quando surgiu um boato de que Nader havia sido assassinado, alguns dos índios atacaram e mataram tropas persas. Nader, furioso, reagiu ordenando que seus soldados saqueassem e saqueassem a cidade. No decorrer de um dia (22 de março), de 20 000 a 30 000 índios foram mortos pelas tropas persas, forçando Maomé Xá a implorar por misericórdia a Nader.
Em resposta, Nader Xá concordou em se retirar, mas Maomé Xá pagou a consequência ao entregar as chaves de seu tesouro real e perder até o trono do pavão para o imperador persa. O Trono do Pavão posteriormente serviu como um símbolo do poder imperial persa. Estima-se que Nadir levou consigo tesouros no valor de setecentos milhões de rúpias. Entre um tesouro de outras jóias fabulosas, Nader também ganhou as Koh-e-Noor e Darya-ye Noor diamantes (Koh-e-Noor significa "montanha de luz" em persa, Darya-ye Noor significa "Sea of Light").
As tropas persas deixaram Deli no início de maio de 1739, mas antes de partirem, ele cedeu de volta a Maomé Xá todos os territórios ao leste do Indo que ele havia ultrapassado. Os soldados de Nader também levaram consigo milhares de elefantes, cavalos e camelos, carregados com o espólio que haviam coletado. A pilhagem confiscada da Índia foi tão valiosa que Nader parou de tributar o Irã por um período de três anos após seu retorno. Nader atacou o império para, talvez, dar ao seu país algum espaço para respirar após turbulências anteriores. Sua campanha bem-sucedida e reposição de fundos significou que ele poderia continuar suas guerras contra o arquivamento e vizinho do Irã, o Império Otomano.

### Norte do Cáucaso, Ásia Central, Arábia e a segunda guerra otomana

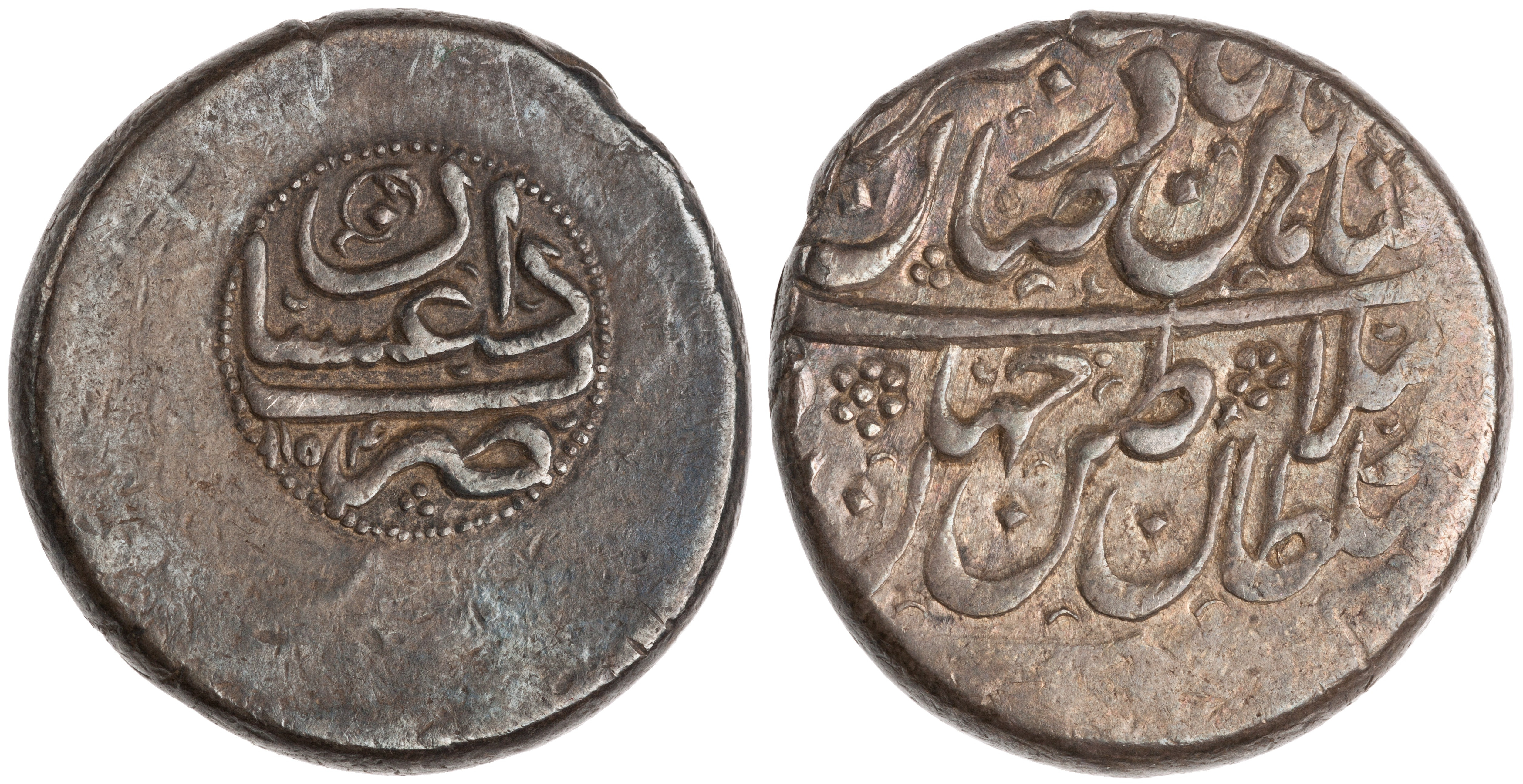
Moeda de prata de Nader Xá, cunhada no Daguestão, datada de 1741/2 (esquerda = anverso; direita = reverso)

A campanha indiana foi o auge da carreira de Nader. Após seu retorno da Índia, Nader brigou com seu filho mais velho, Reza Coli Mirza, que havia governado a Pérsia durante a ausência de seu pai. Reza havia se comportado de maneira altiva e um tanto cruel, mas ele mantivera a paz na Pérsia. Tendo ouvido rumores de que Nader estava morto, ele se preparara para tomar o trono com a execução dos cativos reais safávidas, Tamaspe e seu filho de nove anos, Abas III. Ao ouvir a notícia, a esposa de Reza, que era irmã de Tamaspe, cometeu suicídio. Nader não ficou satisfeito com o comportamento do jovem e o humilhou ao removê-lo do cargo de vice-rei, mas ele o levou em sua expedição para conquistar território em Transoxiana. Nader tornou-se cada vez mais despótico quando sua saúde diminuiu acentuadamente. Em 1740, ele conquistou o canato de Khiva. Depois que os persas forçaram o canato uzbeque de Bukhara a se submeter, Nader queria que Reza se casasse com a filha mais velha do cã porque ela era descendente de seu modelo Gêngis Cã, mas Reza recusou categoricamente e Nader se casou com a garota. Nader também conquistou Corásmia nesta expedição à Ásia Central.

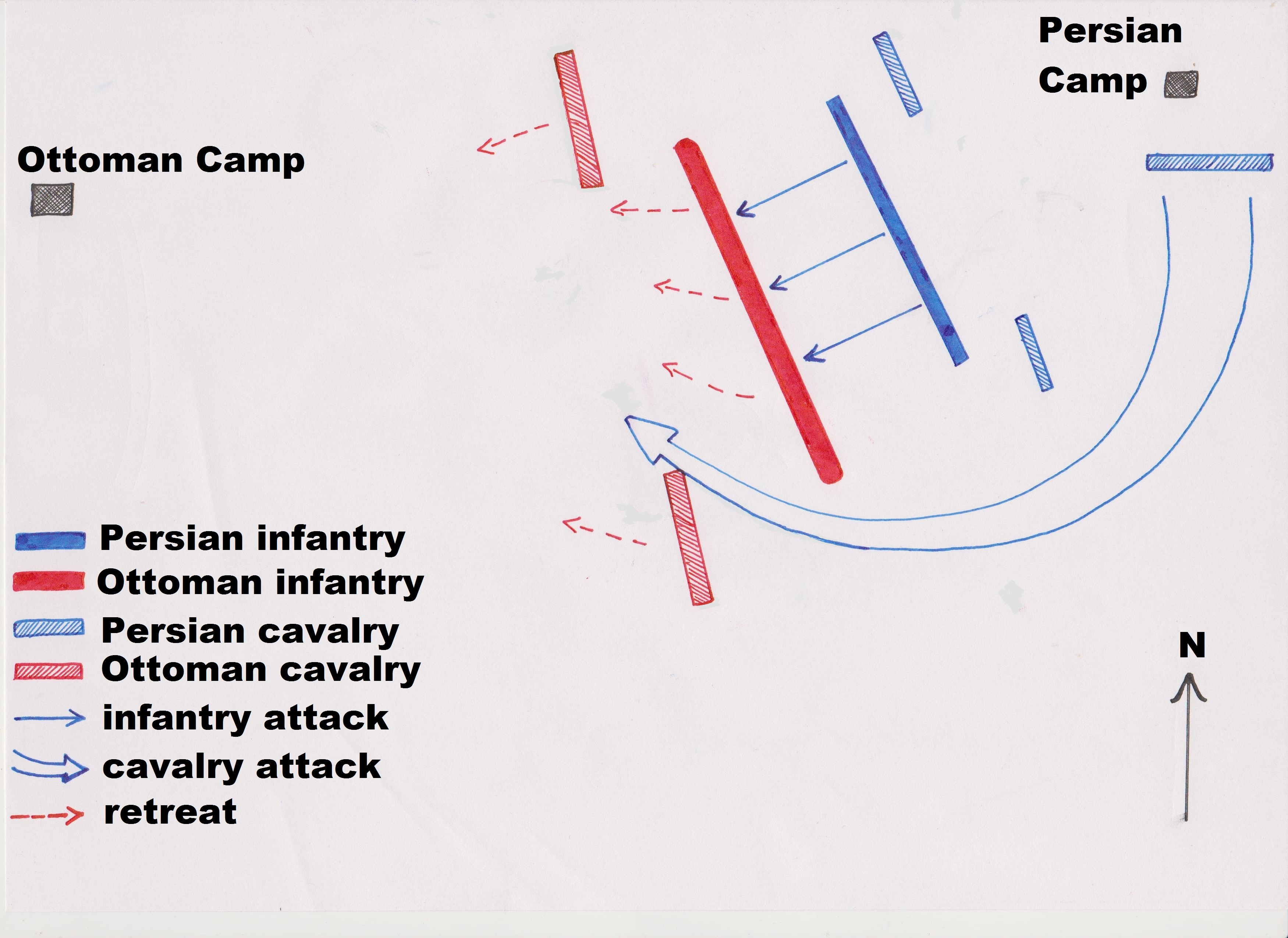
A Batalha de Carse (1745) foi a última grande batalha de campo que Nader travou em sua espetacular carreira militar

Nader decidiu então punir o Daguestão pela morte de seu irmão Ibraim Coli em uma campanha alguns anos antes. Em 1741, enquanto Nader atravessava a floresta de Mazandarão a caminho de combater os Daguestanis, um assassino atirou nele, mas Nader foi ferido levemente. Ele começou a suspeitar que seu filho estava por trás da tentativa e o confinou a Teerã. A crescente saúde de Nader piorou ainda mais seu temperamento. Talvez tenha sido sua doença que fez Nader perder a iniciativa em sua guerra contra as tribos dos Lezguianos do Daguestão. Frustrantemente para ele, eles recorreram à guerra de guerrilha e os persas poderiam fazer pouco progresso contra eles. Embora Nader tenha conseguido dominar a maior parte do Daguestão durante sua campanha, a efetiva guerra de guerrilha implementada pelos Lezgins, mas também os ávaros e laques fizeram da reconquista iraniana dessa região do norte do Cáucaso dessa vez uma vida curta; vários anos depois, Nader foi forçado a se retirar. Durante o mesmo período, Nader acusou o filho de estar por trás da tentativa de assassinato em Mazandarão. Reza protestou com raiva sua inocência, mas Nader o cegou como punição, embora ele imediatamente se arrependesse. Logo depois, Nader começou a executar os nobres que haviam testemunhado a cegueira de seu filho. Nos últimos anos, Nader tornou-se cada vez mais paranoico, ordenando o assassinato de um grande número de inimigos suspeitos.
Com a riqueza que ganhou, Nader começou a construir uma marinha persa. Com madeira serrada de Mazandarão, construiu navios em Bushehr. Ele também comprou trinta navios na Índia. Ele recapturou a ilha do Barém dos árabes. Em 1743, ele conquistou Omã e sua principal capital, Mascate. Em 1743, Nader iniciou outra guerra contra o Império Otomano. Apesar de ter um enorme exército à sua disposição, nesta campanha Nader mostrou pouco de seu antigo brilho militar. Terminou em 1746 com a assinatura de um tratado de paz, no qual os otomanos concordaram em deixar Nader ocupar Najaf.

## Militares
As forças militares do Império Afexárida tiveram suas origens na violência entre facções relativamente obscura e sangrenta no Coração, durante o colapso do Império Safávida. O pequeno bando de guerreiros sob o senhor da guerra local Nader Coli da tribo turcomana dos afexares no nordeste do Irã não passava de algumas centenas de homens. No entanto, no auge do poder de Nader como rei dos reis, comandou um exército de 375 000 combatentes que constituíam a força militar mais poderosa de seu tempo, liderada por um dos mais talentosos e bem-sucedidos. líderes militares da história.
Após o assassinato de Nader Xá pelas mãos de uma facção de seus oficiais em 1747, o poderoso exército de Nader fraturou quando o Estado Afexárida entrou em colapso e o país mergulhou em décadas de guerra civil. Embora houvesse inúmeros pretendentes afexáridas ao trono, (entre muitos outros), que tentaram recuperar o controle de todo o país, a Pérsia permaneceu uma entidade política fraturada em tumulto até as campanhas de Maomé Cã Cajar no final do século XVIII reunificou a nação.
Nader usou o pretexto de seus inimigos afegãos se refugiando na Índia para atravessar a fronteira e invadir o império militarmente fraco, mas ainda extremamente rico do extremo oriente. Em uma brilhante campanha contra o governador de Pexauar, levou um pequeno contingente de suas forças em uma assustadora marcha pelos flancos através de passagens de montanha quase intransponíveis, e tomou as forças inimigas posicionadas na foz do Passo Khyber completamente de surpresa, vencendo-as decisivamente sendo superado em número de dois para um. Isso levou à captura de Gázni, Cabul, Pexauar, Sinde e Laore.

## Política religiosa
Os safávidas introduziram o islamismo xiita como religião do Estado do Irã. Nader provavelmente foi criado como xiita mas depois adotou a fé sunita quando ganhou poder e começou a entrar no Império Otomano. Ele acreditava que o xiismo safávida havia intensificado o conflito com o Império Otomano Sunita. Seu exército era uma mistura de xiitas e sunitas (com uma minoria notável de cristãos) e incluía seu próprio Qizilbash, além de uzbeques, afegãos, cristãos georgianos e armênios, e outros. Ele queria que a Pérsia adotasse uma forma de religião que fosse mais aceitável para os sunitas e sugeriu que a Pérsia adotasse uma forma de xiismo que ele chamou de "Ja'fari", em homenagem ao sexto imã xiita Jafar Alçadique. Ele proibiu certas práticas xiitas que eram particularmente ofensivas para os sunitas, como a maldição dos três primeiros califas. Pessoalmente, diz-se que Nader era indiferente à religião e o jesuíta francês que atuou como médico pessoal relatou que era difícil saber qual religião ele seguia e que muitos que o conheciam melhor diziam que ele não tinha nenhuma. Nader esperava que o "jafarismo" fosse aceito como uma quinta escola (madhhab) do islã sunita e que os otomanos permitissem que seus seguidores fossem ao Haje ou peregrinação a Meca, que estava dentro de seu território. Nas negociações de paz subsequentes, os otomanos recusaram-se a reconhecer o jafarismo como um quinto mazhab, mas permitiram que os peregrinos persas participassem do haje. Nader estava interessado em obter direitos para os persas participarem do haje, em parte por causa das receitas do comércio de peregrinação. O outro objetivo principal de Nader em suas reformas religiosas era enfraquecer ainda mais os safávidas, já que o islã xiita sempre foi um elemento importante no apoio à dinastia. Ele estrangulou o chefe mulá da Pérsia depois de ser ouvido expressando apoio aos safávidas. Entre suas reformas estava a introdução do que veio a ser conhecido como kolah-e Naderi. Este era um chapéu com quatro picos que simbolizavam os quatro primeiros califas.

## Guerra civil e queda dos afexáridas

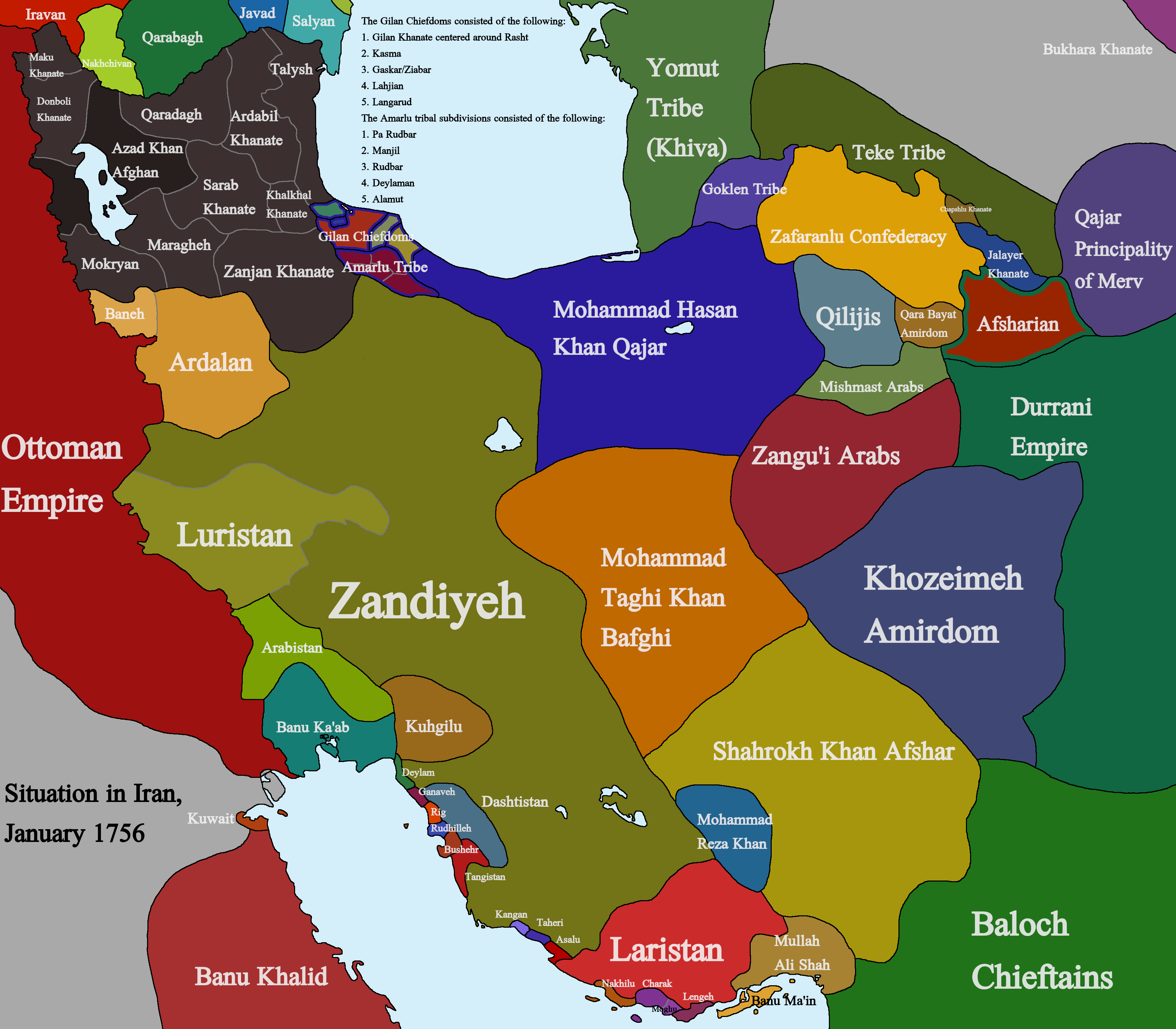
O Império Afexárida está próxima do fim, pois sua autoridade é reduzida à província de Coração

Após a morte de Nader, em 1747, seu sobrinho Ali Coli (que pode estar envolvido no plano do assassinato) assumiu o trono e se proclamou Adil Xá ("O Rei Justo"). Ele ordenou a execução de todos os filhos e netos de Nader, com exceção de Xaruque, de 13 anos, filho de Reza Coli. Enquanto isso, o ex-tesoureiro de Nadir, Amade Xá Durrani, declarou sua independência ao fundar o Império Durrani. No processo, os territórios do leste foram perdidos e, nas décadas seguintes, tornaram-se parte do Afeganistão, o estado sucessor do Império Durrani. Os territórios do norte, as regiões mais integrais do Irã, tiveram um destino diferente. Heráclio II e Teimuraz II, que em 1744 haviam sido reis de Caquécia e Cártlia respectivamente pelo próprio Nader por seu serviço leal, capitalizaram a erupção da instabilidade e declararam independência de fato. Heráclio II assumiu o controle de Cártlia após a morte de Teimuraz II, unificando os dois como o Reino de Cártlia-Caquécia, tornando - se o primeiro governante georgiano em três séculos a presidir uma Geórgia oriental unificada politicamente e devido à virada frenética de eventos no Irã continental, ele seria capaz de permanecer de fato autônomo durante o período Zande. Sob o sucessor Império Cajar, o Irã conseguiu  restaurar a soberania iraniana (Batalha de Krtsanisi) sobre as regiões da Geórgia, até que elas fossem irrevogavelmente perdidas no decorrer do século XIX para a vizinha Rússia Imperial. Muitos dos demais territórios do Cáucaso, incluindo o Azerbaijão, a Armênia e o Daguestão atualmente se dividiram em vários canatos. Até o advento dos Zandes e Cajares, seus governantes tinham várias formas de autonomia, mas permaneceram vassalos e súditos do rei iraniano. Sob o início dos Cajares, esses territórios na Transcaucásia e no Daguestão seriam totalmente reincorporados ao Irã, mas eventualmente também permanentemente perdidos (ao lado da Geórgia), no decorrer do século XIX para a Rússia Imperial durante as duas guerras russo-persas do século XIX.
Adil cometeu o erro de enviar seu irmão Ibraim para garantir a capital Isfahan. Ibraim decidiu se estabelecer como um rival, derrotou Adil na batalha, cegou-o e assumiu o trono. Adil reinou por menos de um ano. Enquanto isso, um grupo de oficiais do exército libertou Xaruque da prisão em Mexede e o proclamou xá em outubro de 1748. Ibraim foi derrotado e morreu em cativeiro em 1750 e Adil também foi morto a pedido da viúva de Nader Xá Xaruque foi brevemente deposto em favor de outro governante de marionetes Solimão III, mas, embora cego, Xaruque foi restaurado ao trono por seus apoiadores. Ele reinou em Mexede e, a partir da década de 1750, seu território estava confinado a Coração. Em 1796, Maomé Cã Cajar, o fundador do Império Cajar, apreendeu Mexede e torturou Xaruque para forçá-lo a revelar o paradeiro dos tesouros de Nader Xá. Xaruque morreu de seus ferimentos logo depois e com ele a dinastia afexárida chegou ao fim. Os descendentes de Xaruque continuam no século XXI sob o sobrenome Afshar Naderi.